# Binomiale nomenclatuur

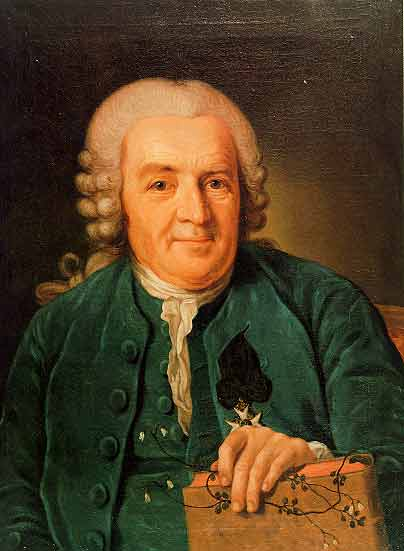
Linnaeus, met in zijn hand, rustend op de Species Plantarum, een Linnaeusklokje (Linnaea borealis L.)

De binomiale nomenclatuur voor levende wezens is gangbaar gemaakt door Carl Linnaeus. De eigenlijke term (bi-nomiaal - twee termen) heeft betrekking op namen voor soorten: elke soort heeft een tweedelige naam: de genusnaam (van: genus, mv. genera) of geslachtsnaam en een aanduiding voor de soort: bijvoorbeeld Linnaea borealis voor het linnaeusklokje. Linnaeus kende zulke tweedelige namen toe aan stenen, planten en dieren.
Voor die tijd had elke soort een lange naam die tegelijkertijd een beschrijving was. Door de naam te reduceren tot twee delen werd de naam enkel een handvat, een etiket. Zo werd correcte nomenclatuur grotendeels onafhankelijk van taxonomie: dit is de grote verdienste van Linnaeus.

## Voorgeschiedenis van binomiale namen

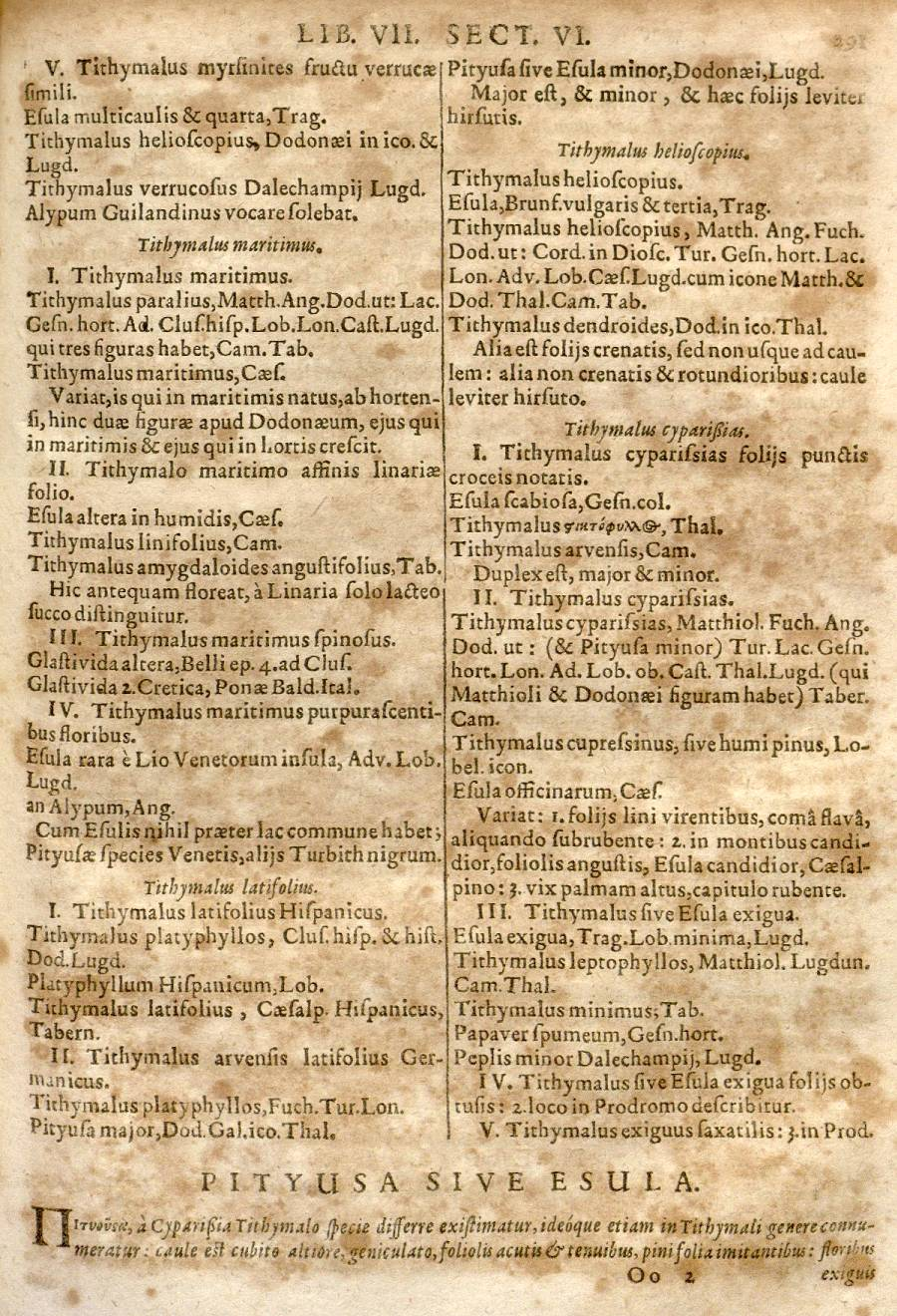
pagina 291 van Caspar Bauhin (1623), Pinax Theatri Botanici, met een aantal soorten van het geslacht Tithymalus (nu Euphorbia). Bauhin gebruikte al tweedelige (binomiale) namen, maar niet stelselmatig voor alle soorten in het hele werk. Image courtesy Missouri Botanical Garden.

Linnaeus was niet de eerste die tweedelige namen gebruikte. De gebroeders Johann en Gaspard Bauhin bijvoorbeeld, gebruikten ruim honderdvijftig jaar eerder ook al tweedelige namen om een deel van de door hen beschreven soorten aan te duiden. Ook wanneer een geslacht uit maar één soort bestond gaven zij die soort een tweedelige naam; tot dan toe hadden natuurvorsers in zo'n geval volstaan met het geven van een naam van één woord: de geslachtsnaam.
Linnaeus was dus niet de eerste die tweedelige (binomiale) namen voor soorten gebruikte, maar hij was wel de eerste die deze methode van naamgeving systematisch toepaste voor alle soorten door zijn hele werk. Het eerste werk waarin Linnaeus deze methode stelselmatig (voor alle behandelde soorten) toepaste was de eerste druk van Species Plantarum van 1753, die alleen over planten handelt. Niet veel later, in de tiende druk van Systema Naturae, waarvan het eerste deel, de zoölogie, in 1758 verscheen, paste hij de methode ook stelselmatig toe op alle namen van diersoorten.

## Linnaeus
Linnaeus zette het tweede deel van zijn tweedelige namen in de kantlijn van zijn boeken, als middel om zijn soorten makkelijk te kunnen vinden. Dit was een verbetering ten opzichte van zijn eerdere werk waar hij (alleen) nummers gebruikte, immers Euphorbia helioscopia is makkelijker in het gebruik en makkelijker te onthouden dan Euphorbia nummer veertig. Linnaeus zelf noemde deze tweede delen van zijn tweedelige namen, geplaatst in de kantlijn, nomina trivialia, om onderscheid te maken met wat hij nog steeds beschouwde als de echte namen, de nomina specifica legitima, te weten de lange, beschrijvende namen, die tegenwoordig als beschrijving gelden.

## Algemeen
De term binomiale nomenclatuur heeft niet zozeer, of niet alleen, betrekking op namen voor soorten, maar veeleer op het principe dat is ingebouwd in de diverse stelsels van nomenclatuur, vastgelegd in de diverse wetboeken met regels voor wetenschappelijke naamgeving, zoals die voor dieren, die voor planten (algen, planten en schimmels) en die voor prokaryoten. Er zijn dus geen regels voor binomiale nomenclatuur in het algemeen. Wat wel bestaat zijn diverse wetboeken die binomiale nomenclatuur als centraal principe omarmd hebben en elk van deze wetboeken heeft eigen onderscheidende regels voor namen.

### Taxonomie
Nomenclatuur moet niet verward worden met taxonomie. Taxonomie is een wetenschap die ernaar streeft organismes in te delen in taxonomische groeperingen, de taxa (enkelvoud taxon). Nomenclatuur is geen wetenschap, maar enkel een set van regels die aangeeft welke naam wanneer voor een taxon gebruikt moet of mag worden. De meeste veranderingen in wetenschappelijke namen zijn het gevolg van veranderingen in taxonomie, zoals het toewijzen van een soort aan een ander geslacht, het splitsen van een geslacht, etc.

### Zoölogie
Merk op dat binomiale nomenclatuur ook niet verward moet worden met binominale nomenclatuur. Binominale nomenclatuur (twee namen) heeft betrekking op namen voor dierensoorten en is een vorm van binomiale nomenclatuur (bi-nomiaal - twee termen): het omgekeerde is uiteraard niet het geval.